# Your Name. – Gestern, heute und für immer
Your Name. – Gestern, heute und für immer (jap. 君の名は。 Kimi no Na wa., dt. „Dein Name ist.“) ist ein japanischer, animierter Coming-of-Age-Film des japanischen Regisseurs Makoto Shinkai, animiert vom Studio CoMix Wave Films und vertrieben von Toho, der am 3. Juli 2016 auf der Anime Expo 2016 in Los Angeles seine Premiere feierte und am 26. August 2016 in die japanischen Kinos kam.
Für das Charakterdesign war Masayoshi Tanaka und für die Musik die J-Rockband Radwimps zuständig. Zum Film erschien auch vorher am 18. Juni 2016 ein von Shinkai verfasster Roman.
Your Name. erhielt insgesamt sehr positive Kritiken, wobei besonders die Animationen und die emotionale Auswirkung auf die Zuschauer gelobt wurden. Nach den Einspielergebnissen an den Kinokassen war Your Name. mit bislang mehr als 382 Mio. US-Dollar der weltweit erfolgreichste Animefilm und löste damit Chihiros Reise ins Zauberland ab, bevor er 2020 von Demon Slayer: Kimetsu no Yaiba – The Movie: Mugen Train (Stand Januar 2023: 453 Mio. US-Dollar) übertroffen wurde. Gleichzeitig ist Your Name. in Japan der dritterfolgreichste einheimisch produzierte Film; der fünfterfolgreichste, wenn die internationalen Titel hinzugerechnet werden.
Der deutschsprachige Kinostart wurde vom deutschen Lizenznehmer Universum Anime für den 11. und 14. Januar 2018 unter dem Titel Your Name. – Gestern, heute und für immer mit deutscher Synchronisation in über 150 deutschen und 18 österreichischen Kinos als Eventprogrammierung angekündigt, je nach Standort auch zusätzlich auf Japanisch mit deutschen Untertiteln. Aufgrund des großen Andrangs wurden vorerst fünf weitere Spieltage im Januar 2018 ergänzt, ehe der reguläre Kinostart ab 1. Februar 2018 begann. Der Roman ist am 5. Oktober 2017 bei Egmont Manga auf Deutsch erschienen.

## Handlung

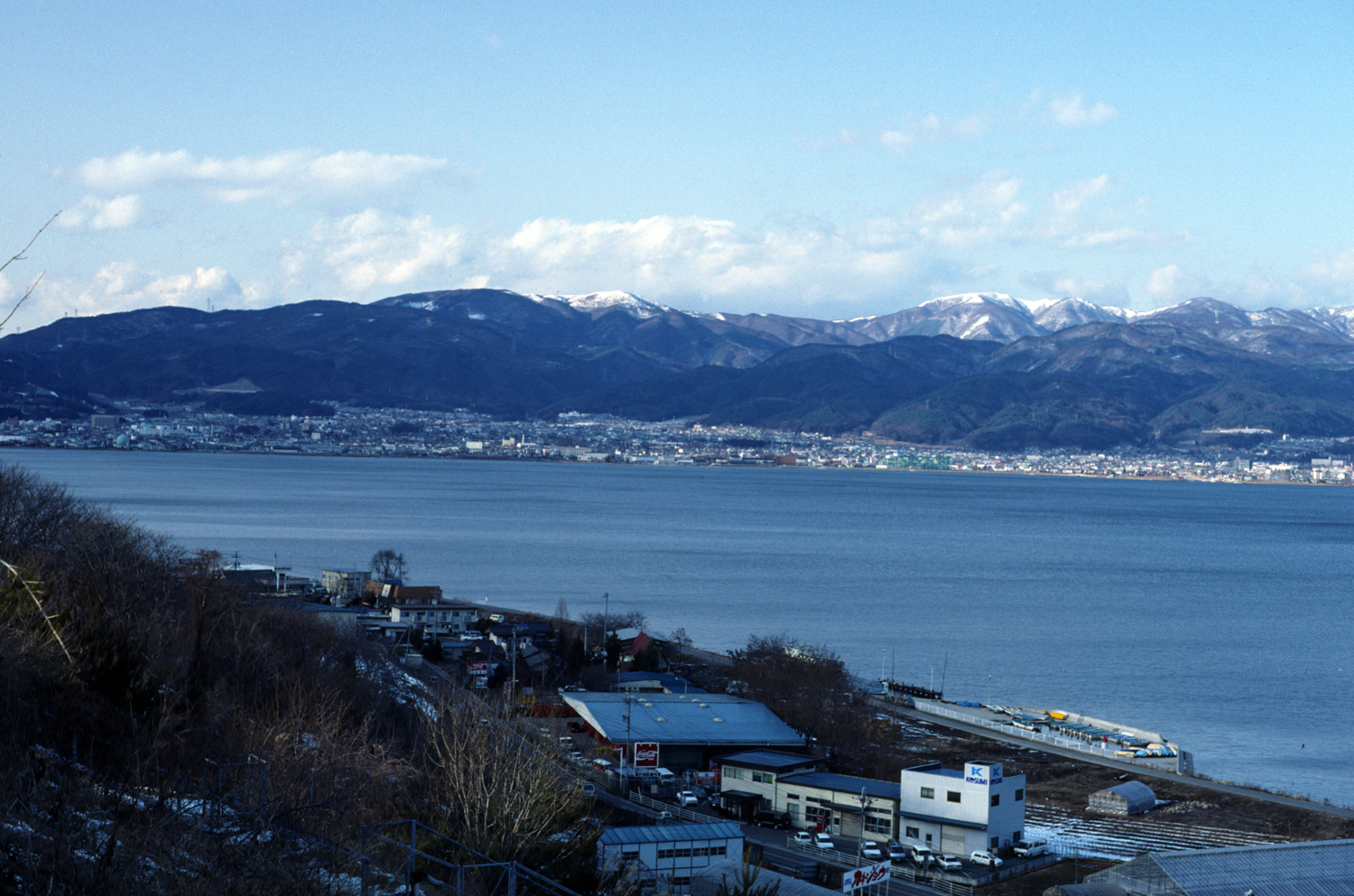
Der Suwa-See, Inspiration für den Itomori-See in Your Name. Außerdem hatte sich Regisseur Shinkai vom Matsubara-See seines Heimatlandkreises Minamisaku inspirieren lassen.

Die Oberschülerin Mitsuha aus der kleinen Stadt Itomori in der Provinz Hida wünscht sich aus Frust über ihr langweiliges Leben auf dem Land, dass sie in ihrem nächsten Leben als gutaussehender Junge in Tokio wiedergeboren werden solle. Später erwacht Taki, ein Oberschüler aus Tokio, und muss feststellen, dass er Mitsuha ist, die auf sonderbare Weise in Takis Körper gewechselt hat.
Taki und Mitsuha stellen fest, dass sie beide in die Körper des anderen gewechselt haben. Der Wechsel tritt zwei- bis dreimal pro Woche für jeweils einen Tag auf. Daraufhin hinterlassen sie einander Notizen auf Papier oder digitale auf dem Handy des anderen, um miteinander zu kommunizieren. Nach anfänglichen Schwierigkeiten gewöhnen sich die beiden an den Körpertausch und greifen immer mehr in das Leben des anderen ein. Mitsuha hilft Taki, einer von ihm verehrten Mitarbeiterin, Miki Okudera, näher zu kommen und sie schließlich auf ein Date einzuladen, während Taki Mitsuha hilft, in ihrer Schule beliebter zu werden. Mitsuha erzählt Taki über ein bevorstehendes Ereignis, an dem der Komet Tiamat der Erde sehr nahe kommen soll und dass sie sich schon auf den Anblick freut, da dieser Tag zusätzlich mit dem Matsuri (Volksfest) ihrer Heimatgemeinde zusammenfällt.
Am Tag der Kometensichtung versucht Taki – nach einem verpatzten ersten Date mit Miki – erfolglos Mitsuha telefonisch zu erreichen. Den Kometen kann er im Gegensatz zu Mitsuha nicht sehen. Dabei sieht sie, wie ein Stück des Kometen aus ihm bricht. Danach wird Taki klar, dass die Körpertausche aufgehört haben und er beschließt Mitsuha in ihrer Stadt zu besuchen. Ohne den Namen der Stadt zu kennen, reist er durch das ländliche Japan. Lediglich die Zeichnungen der Landschaft, die Taki aus dem Gedächtnis reproduzierte, führt er mit sich. Schließlich erkennt ein Restaurantangestellter die Stadt auf den Zeichnungen als Itomori. Er erklärt Taki, dass der Komet Tiamat vor drei Jahren beim Vorbeifliegen an der Erde auseinanderbrach und ein Fragment Itomori komplett zerstörte sowie ein Drittel der Bevölkerung tötete. Taki durchforstet die Aufzeichnungen und stellt fest, dass auch Mitsuha zu den Opfern zählt.
Im Versuch, sich erneut mit Mitsuha in Verbindung zu setzen, besucht Taki Mitsuhas Familienschrein. Nachdem ihm klar wird, dass seine und Mitsuhas Zeitlinien asynchron abliefen, trinkt Taki den „Kuchikamizake“ (ein heiliger Sake, in der deutschen Übersetzung „Göttermund-Sake“ genannt), der von Mitsuha hergestellt und als Opfergabe zurückgelassen wurde. Dadurch erhofft er sich, in ihren Körper zu gelangen, bevor der Komet die Stadt trifft. Tatsächlich erwacht er in ihrem Körper und stellt fest, dass er noch Zeit hat, die Bewohner Itomoris zu retten. Mitsuhas Großmutter erklärt, dass dieser Körpertausch bereits seit vielen Generationen in der Familie vorkam, zuletzt bei Mitsuhas Mutter. Taki meint, dies würde auf diese Katastrophe hindeuten, damit er sie verhindert. Nachdem er Mitsuhas Freunde überzeugte, wird er von ihnen dabei unterstützt, die Stadt zu evakuieren. Taki (als Mitsuha) gelingt es nicht, ihren Vater, den Bürgermeister, zu überzeugen, die Stadt mithilfe der Feuerwehr zu evakuieren. Während die Freunde ihren Teil des Plans durchführen, erkennt Taki, dass Mitsuha in seinem Körper beim Schrein stecken könnte, und eilt dorthin, um sie zu treffen.
Mitsuhas Geist erwacht in Takis Körper, und sie wandert auf den Kraterwall, in dessen Zentrum der Schrein liegt. Obwohl beide die Präsenz des jeweils anderen in der Nähe verspüren, können sie sich nicht sehen, da sie zeitlich asynchron leben. Als die Sonne untergeht und die Dämmerung eintritt, werden Taki und Mitsuha in ihre eigenen Körper zurückbefördert und können nun einander sehen. Taki beschwört Mitsuha, ihren von ihr entfremdeten Vater zu überzeugen die Stadt zu evakuieren. Die beiden beschließen ihre Namen auf die Hände des anderen zu schreiben, um diese nicht wieder zu vergessen, nachdem sie in ihre Zeitlinien zurückkehren. Mitsuha verschwindet jedoch bevor sie ihren Namen schreiben konnte. Beide bemühen sich krampfhaft sich an den Namen des anderen zu erinnern. Aber die Erinnerung daran und an die gemeinsamen Erlebnisse verschwinden. Als Mitsuha beinahe aufgibt, stellt sie fest, dass Taki anstelle seines Namens „Ich liebe dich“ auf ihre Hand geschrieben hat. Mitsuha sucht durch die neu gefundene Stärke ihren Vater auf.
Acht Jahre später (fünf Jahre aus Takis Sicht) zeigt sich, dass alle Einwohner von Itomori damals erfolgreich gerettet werden konnten, da Mitsuha ihren Vater rechtzeitig von einer Evakuierung überzeugen konnte. Taki hat mittlerweile den Abschluss der Universität geschafft und versucht nun einen Job zu finden. Noch immer hat er das Gefühl, dass ihm etwas sehr Wichtiges abhandengekommen ist. Er fühlt sich von Gegenständen, die mit Itomori zu tun haben, angezogen, wie Zeitschriften oder Leute, die ihm bekannt vorkommen (und die er damals in Mitsuhas Körper tatsächlich kennenlernte). Während Taki und Mitsuha in zwei Zügen reisen, erblicken sie sich, als die Züge aneinander vorbeifahren. An den nächsten Haltestellen steigen sie aus und laufen zurück, um sich wiederzufinden. Am Ende treffen sich die beiden auf einer Treppe und fragen einander, aus einem Gefühl der Vertrautheit heraus, nach ihren Namen.

## Synchronisation
Die deutsche Sprachfassung wurde von der Münchner Synchronfirma Mo Synchron erstellt. Mit Matthias von Stegmann wurde ein Halbjapaner für das Dialogbuch und die Dialogregie verpflichtet.

| Rolle                            | japanische/r Sprecher/in | deutsche/r Sprecher/in  |
| -------------------------------- | ------------------------ | ----------------------- |
| Taki Tachibana                   | Ryunosuke Kamiki         | Maximilian Belle        |
| Mitsuha Miyamizu                 | Mone Kamishiraishi       | Laura Jenni             |
| Miki Okudera                     | Masami Nagasawa          | Laura Maire             |
| Hitoha Miyamizu                  | Etsuko Ichihara          | Eva-Maria Lahl          |
| Katsuhiko Teshigawara            | Ryo Narita               | Tobias John von Freyend |
| Sayaka Natori                    | Aoi Yūki                 | Janne Wetzel            |
| Tsukasa Fujii                    | Nobunaga Shimazaki       | Benjamin Levent Krause  |
| Shinta Takagi                    | Kaito Ishikawa           | Tobias Kern             |
| Yotsuha Miyamizu                 | Kanon Tani               | Carla Reiter            |
| Toshiki Miyamizu                 | Masaki Terasoma          | Jo Vossenkuhl           |
| Futaba Miyamizu                  | Sayaka Ohara             | Vanessa Eckart          |
| Yukari Yukino                    | Kana Hanazawa            | Shandra Schadt          |
| Katsuhikos Vater                 | Chafurin                 | Erich Ludwig            |
| Kazuhiko Tachibana (Takis Vater) | Kazuhiko Inoue           | Manou Lubowski          |
| Tanaka                           | Shin’ya Hamazoe          | Felix Mayer             |
| Dorfmädchen                      |                          | Livia Reiter            |
| Saitō                            |                          | Nino Kerl               |
| Sakura                           |                          | Kerstin Dietrich        |

## Produktion
Als Inspiration für Your Name. werden die Geschlechtertausch-Manga Boku wa Mari no Naka und Ranma ½, der Roman Torikaebaya Monogatari aus der Heian-Zeit, sowie Greg Egans Kurzgeschichte The Safe-Deposit Box genannt.
Die Stadt Itomori ist fiktiv, aber es wurden reale Orte für Hintergründe im Film herangezogen, hierunter etwa die Stadt Hida in der Präfektur Gifu und deren Stadtbibliothek.

## Musik
Yōjirō Noda, der Leadsänger der J-Rockband Radwimps, komponierte die Titelmusik zum Film. Regisseur Makoto Shinkai bat ihn, die Musik in einer Art und Weise zu kreieren, dass „die Musik die Dialoge oder Monologe der Charakter ergänzen solle“. Insgesamt werden im Film vier Lieder von Radwimps verwendet:
- Zenzenzense (前前前世)
- Sparkle (スパークル Supākuru)
- Nandemonaiya (なんでもないや)
- Dream Lantern (夢灯籠 Yume Tōrō)

Der Soundtrack kam bei Publikum und Kritikern gut an und wird auch als Teil des großen Erfolgs an den Kinokassen gehandelt. Bei den Newtype Anime Awards 2016 wurde er in der Kategorie als „Beste Filmmusik“ nominiert, sowie das Lied Zenzenzense in der Kategorie „Bestes Titellied“.

## Veröffentlichung

Weltkarte, auf der markiert ist, in welchen Ländern Your Name. bereits erschienen (grün) oder geplant (rot) ist.

### Kino
Die Filmpremiere auf der Anime Expo 2016 in Los Angeles fand am 3. Juli 2016 statt, die Kinoveröffentlichung in Japan am 26. August 2016. In weiteren 92 Ländern sollte ebenfalls eine Veröffentlichung erfolgen. Um sich für die kommende Oscarverleihung zu qualifizieren, wurde der Film für eine Woche im Dezember 2016 in Los Angeles veröffentlicht. 2017 soll durch Funimation in den USA schließlich eine breitere Veröffentlichung erfolgen.
Die deutsche Kinoveröffentlichung des Films durch Universum Anime war nur als Eventscreening für den 11. und 14. Januar 2018 in über 170 Kinos in Deutschland und Österreich geplant gewesen. In manchen Kinos wurde der Film wahlweise auf Deutsch oder im Original mit deutschen Untertiteln angeboten. Aufgrund des Erfolges wurden weitere Vorstellungstage je nach Kinokette, Standort und Bedarf ergänzt. Die Zusatztermine wurden an den vier folgenden Donnerstagen und Sonntagen im Januar, sowie am 30. Januar 2018 festgesetzt. Die Untertitel-Fassung wurde meist nur am Donnerstag aufgeführt. In der zweiten Woche nahmen in Deutschland an der Eventprogrammierung 16 Kinos mehr als die 153 davor teil. Die Filmagentur „24 Bilder“, die den Kinovertrieb übernahm, startete aufgrund des phänomenalen ersten Wochenergebnisses den Film ab 1. Februar 2018 regulär in den Kinos.

### Heimvideo
Der Film erschien am 18. Mai 2018 auf DVD, Blu-ray sowie 4K Ultra HD Blu-ray auf Deutsch bei Universum Anime. Die DVD und die Blu-ray erschienen in einer normalen Edition in einer Amaray-Hülle, während die Blu-ray zusätzlich in einer auf 6.000 Einheiten limitierten „Collector’s Edition“ veröffentlicht wurde, die ein 100-seitiges Beiheft/Booklet, Artcards, ein Armband und eine Soundtrack-Audio-CD des Filmes beinhaltet. Die Ultra HD Blu-ray mit HDR ist in einer limitierten Steelbook-Edition zusammen mit einer Blu-ray des Filmes und Artcards erschienen. Die limitierten Editionen weisen dabei 2 andere Cover-Artworks auf als die normalen Editionen. Die limitierten Editionen haben auf der Blu-ray Disc digitale Extras dabei – darunter zwei Mal das Opening ohne Texteinblendungen, jeweils mit dem japanischen und englischen Titellied untermalt –, die in den normalen Amarays fehlen.

### Fernsehen
In Japan strahlte der Fernsehsender TV Asahi den Film zum ersten Mal am 3. Januar 2018 im nicht-bezahlpflichtigen Fernsehen aus. Für die Ausstrahlung in der japanischen Primetime wurde der Abspann von Shinkai gekürzt und visuell mit Szenen aus dem Film begleitet. Zur Einstimmung auf den Film wurden in den zwei Tagen zuvor Shinkais vorherigen vier Filme, sowie zur Film-Ausstrahlung selbst der Kurz- bzw. Werbefilm Cross Road (2014; auch von Shinkai) – der eine Inspiration für Your Name. war –, ausgestrahlt. Der Film stellte dabei neue japanische Fernseh-Rekorde von Filmen auf, seitdem zeitversetztes Fernsehen mitberechnet wird (seit Oktober 2016): 17,4 % Marktanteil während der Ausstrahlung, sowie 26,3 % Marktanteil inkl. zeitversetztem Fernsehen bis zu 7 Tagen.
Der deutsche Free-TV-Sender ProSieben Maxx erwarb die Lizenz zur Fernsehauswertung von Your Name. und zeigte ihn am 25. Dezember 2018 in der Primetime erstmals auf Deutsch. Der Film wurde inklusive Abspann und den Angaben zur Synchronisation ausgestrahlt, und schaffte es aufgrund der Ausstrahlung auf Twitter mit dem Hashtag „YourName“ auf Platz zwei der deutschlandweiten Trends. Your Name. hatte die höchste Zuschaueranzahl des Tages beim Sender und erreichte laut Quotenmessung 1,9 % Marktanteil bei der Zielgruppe der 14- bis 49-Jährigen bei 240.000 Gesamtzuschauern.

## Rezeption

### Einspielergebnisse
Your Name. wurde zu einem riesigen Erfolg, besonders in Japan und später in China. Mittlerweile (Stand: 01/2023) wurden weltweit über 382 Millionen US-Dollar eingespielt, davon 234 Mio. US-Dollar alleine in Japan.
Derzeit ist er der fünfterfolgreichste Film nach Einspielergebnissen in Japan (ungeachtet des Produktionslandes) und der dritterfolgreichste japanische Animefilm weltweit. Ebenso ist es der erste Animefilm, der nicht von Hayao Miyazaki als Regisseur gemacht wurde, der mehr als 100 Mio. US-Dollar an den japanischen Kinokassen einbrachte.
Am ersten Spieltag erzielte Your Name. mit 20.000 Besuchern in 153 deutschen Kinos ein Einspielergebnis von 235.000 Euro und belegte damit Platz zwei (nach Einspielergebnis) bzw. drei (nach Besucheranzahl) der Donnerstag-Kinocharts, nach Star Wars: Die letzten Jedi (22.000 Besucher/265.000 Euro) bzw. The Commuter (22.100 Besucher/200.000 Euro). In der ersten Woche hatte der Film insgesamt rund 65.000 Besucher in den deutschen Kinos und spielte damit etwa 800.000 Euro ein. Damit erreichte Your Name. Platz sieben (nach Einspiel) bzw. neun (nach Besuchern) in den Wochenend-Kinocharts (Donnerstag–Sonntag). Am zweiten Wochenende sahen sich etwa 19.500 Besucher den Film an und der Film erreichte Platz 15 (nach Einspiel) bzw. 18 (nach Besuchern) der Wochenend-Charts. Mit den 237.500 Euro Einspiel an den zwei zusätzlichen Tagen bei nun 169 aufführenden Kinos, brach der Film mit insgesamt 84.365 Zuschauern die 1-Million-Euro-Marke am deutschen Kinomarkt. Der Film spielte etwa 1,16 Mio. Euro bei über 100.000 Besuchern in Deutschland ein. In Österreich sahen 1.215 Besucher den Film am 11. Januar 2018; weitere 2.442 Tickets wurden am 14. Januar 2018 verkauft und brachten Your Name. auf den 15. Platz in den österreichischen Wochenend-Kinocharts (Freitag–Sonntag). Zusammen sahen über 105.000 Menschen den Film in deutschen und österreichischen Kinos.

### Kritiken
Die Kritiken zu Your Name. fielen allgemein wohlwollend aus. Auf Rotten Tomatoes wird der Film mit 97 % Zustimmung aus 100 Kritiken geführt und durchschnittlich mit 8,2/10 bewertet. Über 10.000 Nutzer bewerteten den Film und gaben durchschnittlich eine Zuschauerbewertung von 4,6/5, während 94 % von ihnen der Film gefiel. Auf Metacritic zeigt sich ein Ergebnis von 79 von 100 Punkten aus 25 Kritiken, was allgemeinem Zuspruch entspricht. Mehr als 380 Nutzer hinterließen eine Zuschauerbewertung und gaben Your Name. durchschnittlich 9,0/10.

### Auszeichnungen
Der Film erhielt folgende Auszeichnungen und Nominierungen:
| Jahr | Auszeichnung                                                       | Auszeichnung                                    | Für | Kategorie                                                                           | Resultat  |
| ---- | ------------------------------------------------------------------ | ----------------------------------------------- | --- | ----------------------------------------------------------------------------------- | --------- |
| 2019 | AnimaniA                                                           | AnimaniA Award                                  | Your Name. | Bester Movie                                                                        | Gewonnen  |
| 2019 | AnimaniA                                                           | AnimaniA Award                                  | CoMix Wave Films | Bestes Studio                                                                       | Gewonnen  |
| 2019 | AnimaniA                                                           | AnimaniA Award                                  | Masashi Ando, Masayoshi Tanaka | Bestes Charakterdesign                                                              | Gewonnen  |
| 2019 | AnimaniA                                                           | AnimaniA Award                                  | Makoto Shinkai | Beste Regie                                                                         | Gewonnen  |
| 2018 | Academy of Science Fiction, Fantasy & Horror Films, USA            | Saturn Award                                    | Your Name. | Best Animated Film                                                                  | Nominiert |
| 2017 | 44. Annie Award                                                    | Annie                                           | Your Name. | Best Animated Feature – Independent                                                 | Nominiert |
| 2017 | 44. Annie Award                                                    | Annie                                           | Makoto Shinkai | Outstanding Achievement in Directing in an Animated Feature Production              | Nominiert |
| 2017 | Asia Pacific Screen Awards                                         | Asia Pacific Screen Award                       | Genki Kawamura, Noritaka Kawaguchi | Best Animated Feature Film                                                          | Nominiert |
| 2017 | Asian Film Awards                                                  | Asian Film Award                                | Makoto Shinkai | Best Screenwriter                                                                   | Nominiert |
| 2017 | Austin Film Critics Association                                    | Asian Film Award                                | Your Name. | Best Animated Film                                                                  | Nominiert |
| 2017 | Australian Academy of Cinema and Television Arts (AACTA) Awards    | AACTA Award                                     | Genki Kawamura, Katsuhiro Takei, Kôichirô Itô, Yoshihiro Furusawa                                                                                        | Best Asian Film                                                                     | Nominiert |
| 2017 | Awards of the Japanese Academy                                     | Award of the Japanese Academy                   | Radwimps | Best Music Score                                                                    | Gewonnen  |
| 2017 | Awards of the Japanese Academy                                     | Award of the Japanese Academy                   | Makoto Shinkai | Best Screenplay                                                                     | Gewonnen  |
| 2017 | Awards of the Japanese Academy                                     | Popularity Award                                | Your Name. | Most Popular Film                                                                   | Gewonnen  |
| 2017 | Awards of the Japanese Academy                                     | Award of the Japanese Academy                   | Your Name. | Best Animation Film                                                                 | Nominiert |
| 2017 | Awards of the Japanese Academy                                     | Award of the Japanese Academy                   | Makoto Shinkai | Best Director                                                                       | Nominiert |
| 2017 | Behind the Voice Actors Awards                                     | BTVA Anime Dub Movie/Special Voice Acting Award | Laura Post (als Stimme von „Miki Okudera“) | Best Female Vocal Performance in an Anime Feature Film/Special in a Supporting Role | Gewonnen  |
| 2017 | Behind the Voice Actors Awards                                     | BTVA People’s Choice Voice Acting Award         | Stephanie Sheh (als Stimme von „Mitsuha Miyamizu“) | Best Female Lead Vocal Performance in an Anime Feature Film/Special                 | Gewonnen  |
| 2017 | Behind the Voice Actors Awards                                     | BTVA People’s Choice Voice Acting Award         | Laura Post (als Stimme von „Miki Okudera“) | Best Female Vocal Performance in an Anime Feature Film/Special in a Supporting Role | Gewonnen  |
| 2017 | Behind the Voice Actors Awards                                     | BTVA People’s Choice Voice Acting Award         | Michael Sinterniklaas, Stephanie Sheh, Catie Harvey, Glynis Ellis, Laura Post, Cassandra Lee Morris, Kyle Hebert, Ben Pronsky, Ray Chase, Scott Williams | Best Vocal Ensemble in an Anime Feature Film/Special                                | Gewonnen  |
| 2017 | Behind the Voice Actors Awards                                     | BTVA Anime Dub Movie/Special Voice Acting Award | Michael Sinterniklaas, Stephanie Sheh, Catie Harvey, Glynis Ellis, Laura Post, Cassandra Lee Morris, Kyle Hebert, Ben Pronsky, Ray Chase, Scott Williams | Best Vocal Ensemble in an Anime Feature Film/Special                                | Nominiert |
| 2017 | Behind the Voice Actors Awards                                     | BTVA Anime Dub Movie/Special Voice Acting Award | Michael Sinterniklaas (als Stimme von „Taki Tachibana“)                                                                                                  | Best Male Lead Vocal Performance in an Anime Feature Film/Special                   | Nominiert |
| 2017 | Behind the Voice Actors Awards                                     | BTVA Anime Dub Movie/Special Voice Acting Award | Stephanie Sheh (als Stimme von „Mitsuha Miyamizu“) | Best Female Lead Vocal Performance in an Anime Feature Film/Special                 | Nominiert |
| 2017 | Blue Ribbon Awards                                                 | Special Award                                   | Makoto Shinkai |                                                                                     | Gewonnen  |
| 2017 | Chicago Film Critics Association Awards                            | CFCA Award                                      | Your Name. | Best Animated Film                                                                  | Nominiert |
| 2017 | Empire Awards, UK                                                  | Empire Award                                    | CoMix Wave Films, Toho | Best Animated Film                                                                  | Nominiert |
| 2017 | International Cinephile Society Awards                             | ICS Award                                       | Your Name. | Best Animated Film                                                                  | Nominiert |
| 2017 | International Online Cinema Awards (INOCA)                         | INOCA                                           | Makoto Shinkai | Best Animated Feature                                                               | Nominiert |
| 2017 | Mainichi Film Concours                                             | Mainichi Film Concours                          | Your Name. | Best Animation Film                                                                 | Gewonnen  |
| 2017 | Mainichi Film Concours                                             | Readers’ Choice Award                           | Your Name. | Best Film                                                                           | Gewonnen  |
| 2017 | 71. Mainichi Eiga Concours                                         | Ōfuji-Noburō-Preis                              | Your Name. | Bester Animationsfilm                                                               | Gewonnen  |
| 2017 | San Francisco Film Critics Circle                                  | SFFCC Award                                     | Your Name. | Best Animated Feature                                                               | Nominiert |
| 2017 | Seattle Film Critics Awards                                        | Seattle Film Critics Award                      | Your Name. | Best Animated Feature                                                               | Nominiert |
| 2017 | Tokyo Anime Award                                                  | Best Director                                   | Makoto Shinkai | Film Category                                                                       | Gewonnen  |
| 2017 | Village Voice Film Poll                                            | VVFP Award                                      | Makoto Shinkai 4th place. | Best Animated Feature                                                               | Nominiert |
| 2016 | 60. BFI London Film Festival                                       | Official Competition                            | Makoto Shinkai | Bester Film                                                                         | Nominiert |
| 2016 | 18. Bucheon International Animation Festival                       | 18. Bucheon International Animation Festival    | Your Name. | Bester Animationsfilm, Sonderpreis                                                  | Gewonnen  |
| 2016 | 18. Bucheon International Animation Festival                       | 18. Bucheon International Animation Festival    | Your Name. | Bester Animationsfilm, Publikumspreis                                               | Gewonnen  |
| 2016 | 41. Hōchi Eigashō                                                  | 41. Hōchi Eigashō                               | Your Name. | Bester Film                                                                         | Nominiert |
| 2016 | Hochi Film Awards                                                  | Special Award                                   | Makoto Shinkai |                                                                                     | Gewonnen  |
| 2016 | Los Angeles Film Critics Association Awards                        | LAFCA Award                                     | Makoto Shinkai | Best Animation                                                                      | Gewonnen  |
| 2016 | 6. Newtype Anime Awards                                            | 6. Newtype Anime Awards                         | Your Name. | Bester Film                                                                         | Gewonnen  |
| 2016 | 29. Nikkan Sports Film Award                                       | 29. Nikkan Sports Film Award                    | Your Name. | Bester Film                                                                         | Nominiert |
| 2016 | 29. Nikkan Sports Film Award                                       | 29. Nikkan Sports Film Award                    | Makoto Shinkai | Bester Regisseur                                                                    | Gewonnen  |
| 2016 | 21. Satellite Award                                                | Satellite Award                                 | Your Name. | Best Motion Picture, Animated or Mixed Media                                        | Nominiert |
| 2016 | 49. Sitges Festival Internacional de Cinema Fantàstic de Catalunya | Anima’t Award                                   | Makoto Shinkai (Director) | Best Animated Feature Film                                                          | Gewonnen  |
| 2016 | 29. Tokyo International Film Festival                              | Arigatō Award                                   | Makoto Shinkai |                                                                                     | Gewonnen  |
| 2016 | Women Film Critics Circle                                          | WFCC Award                                      | Your Name. | Best Animated Female                                                                | Nominiert |

## Bilder

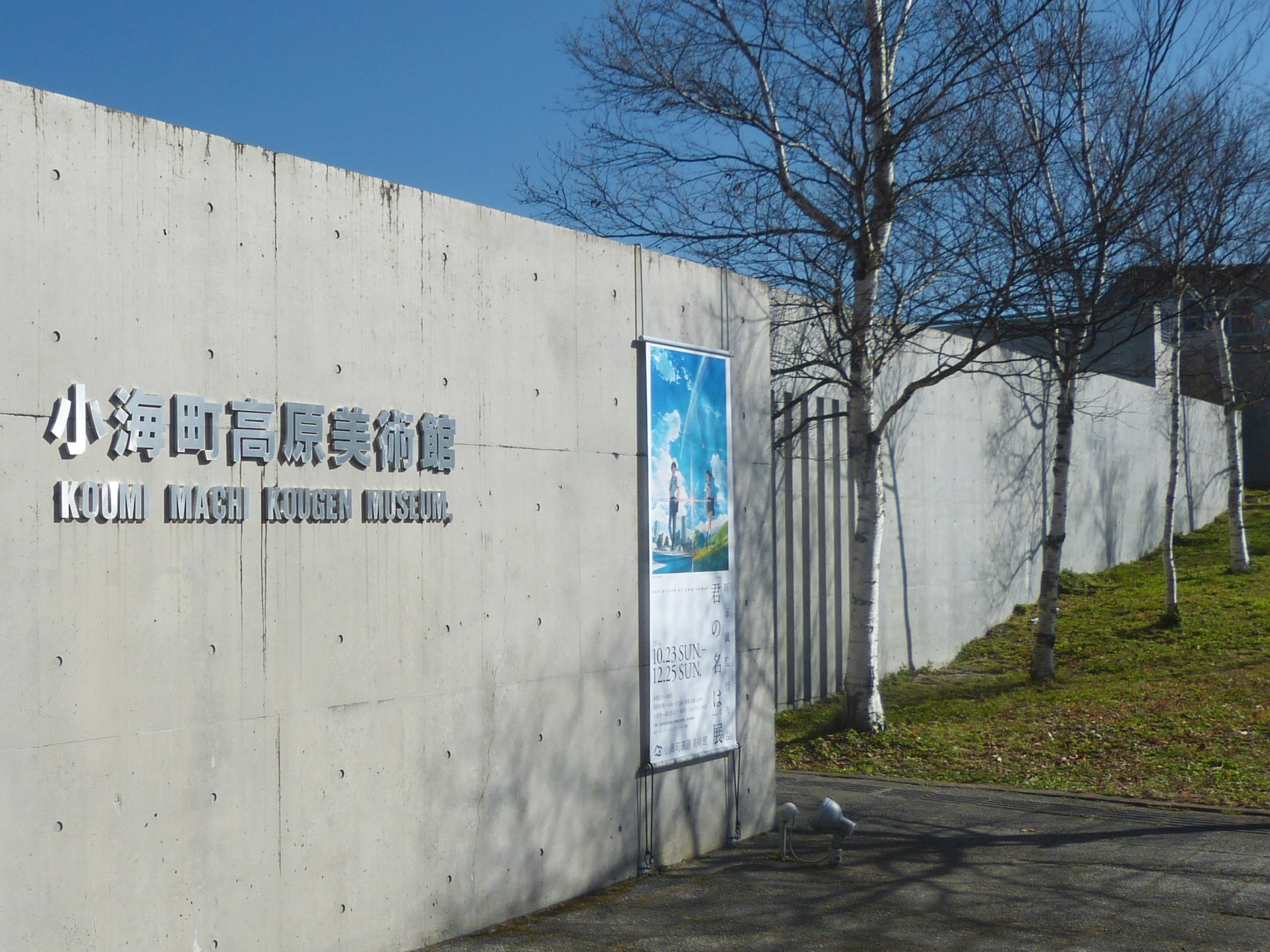
Ausstellung des Films am Kunstmuseum Koumi-machi Kōgen
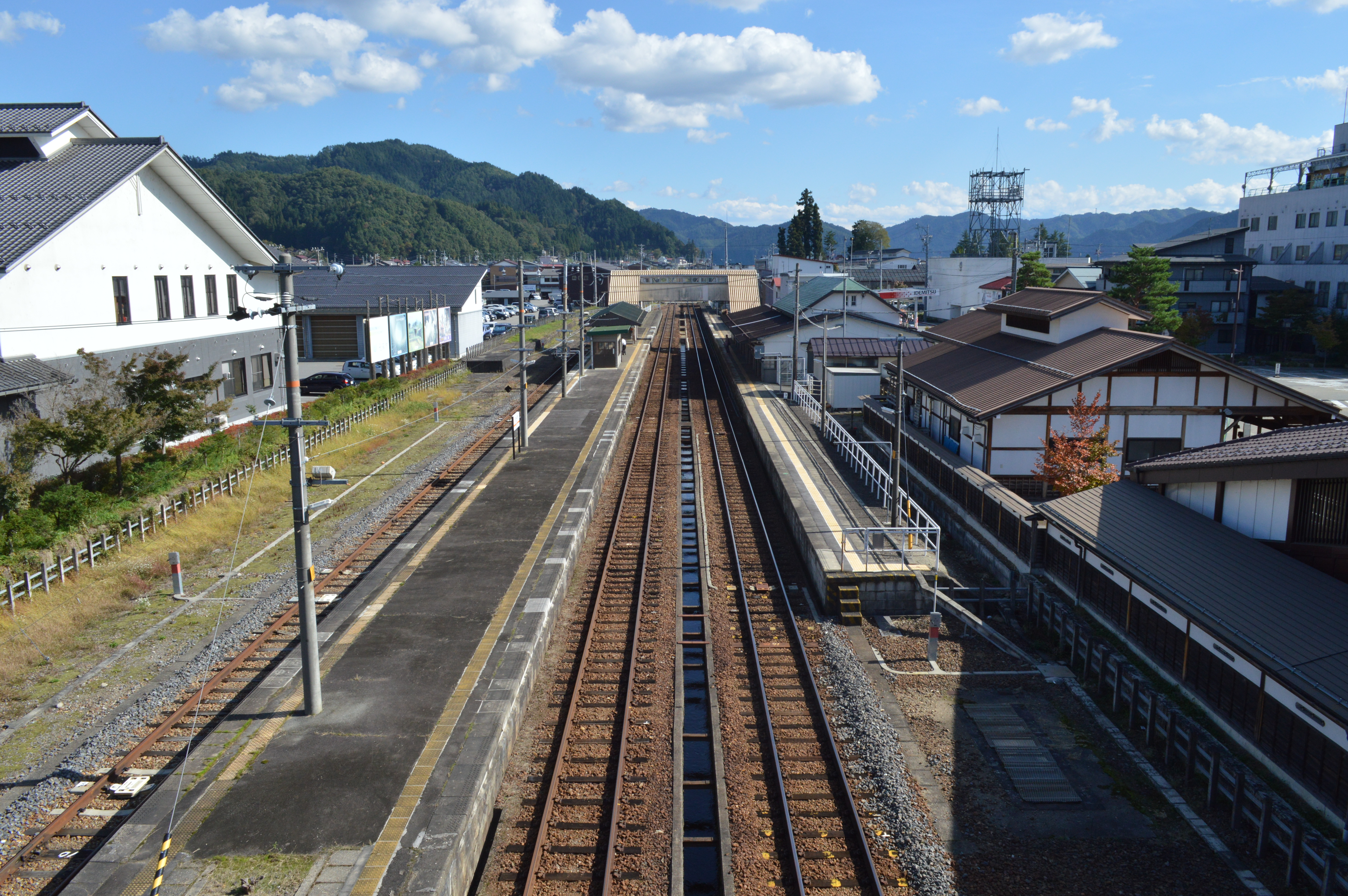
Bahnhof Hida-Furukawa
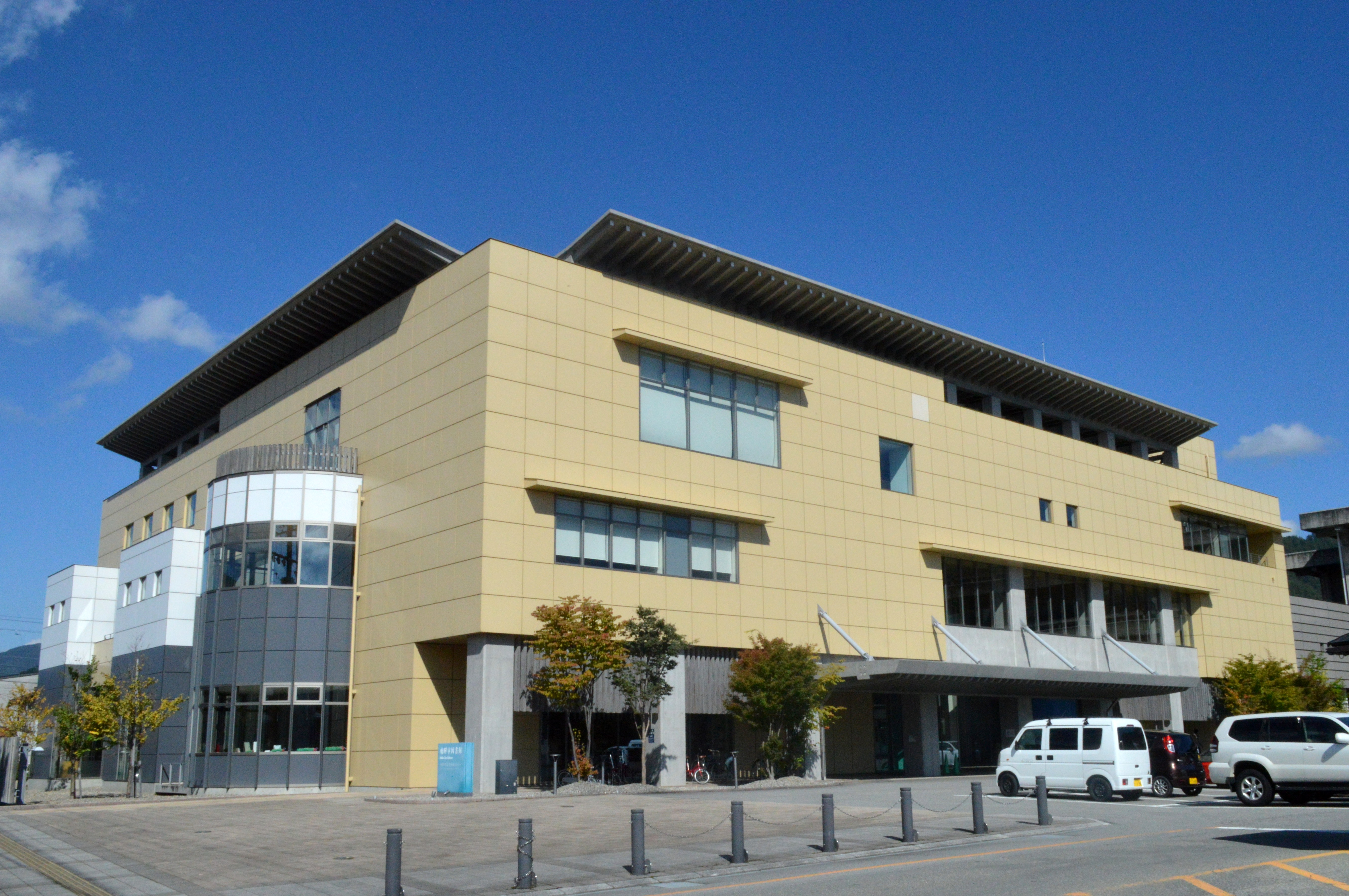
Stadtbibliothek Hida (außen)
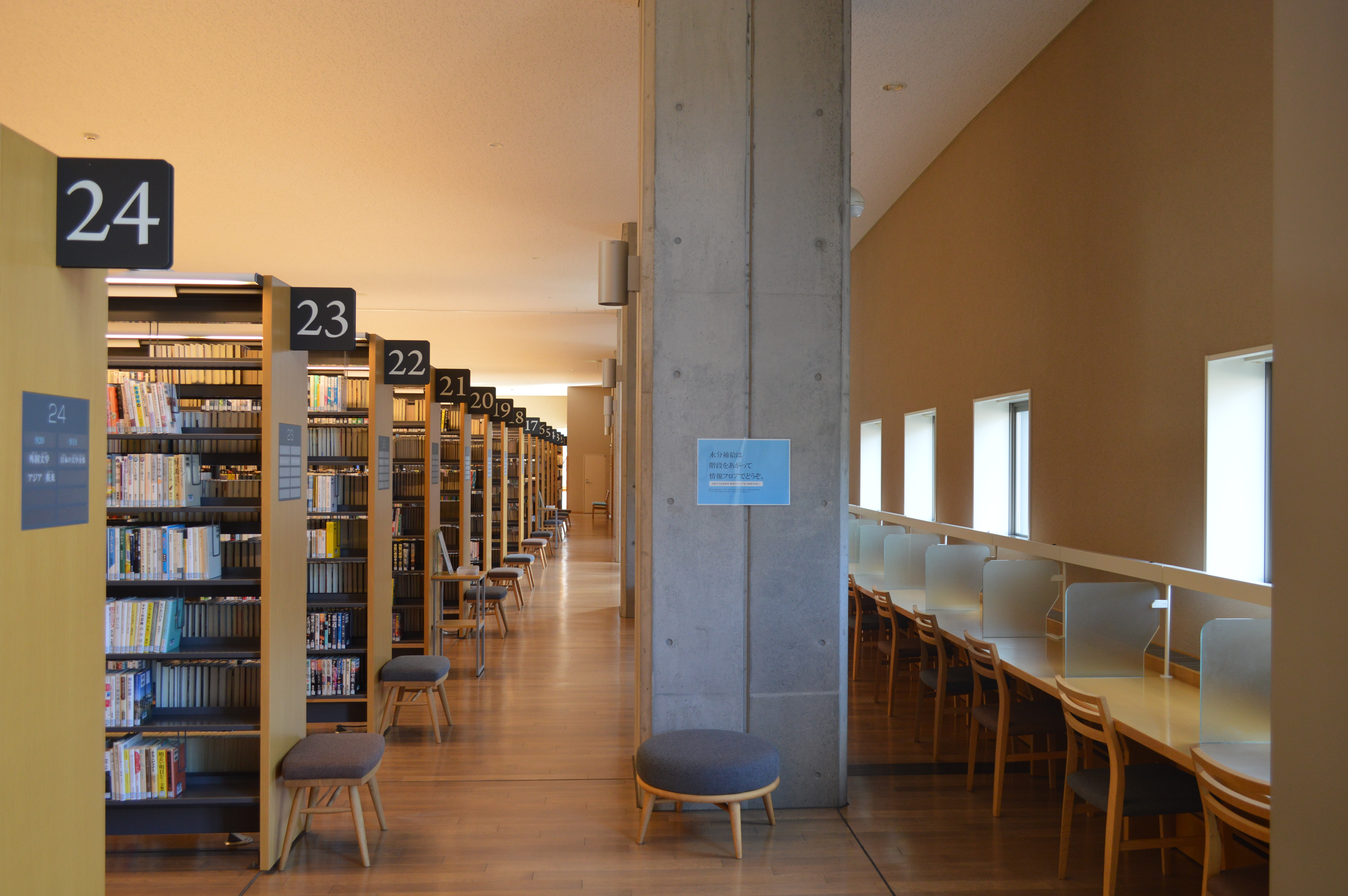
Stadtbibliothek Hida (innen)
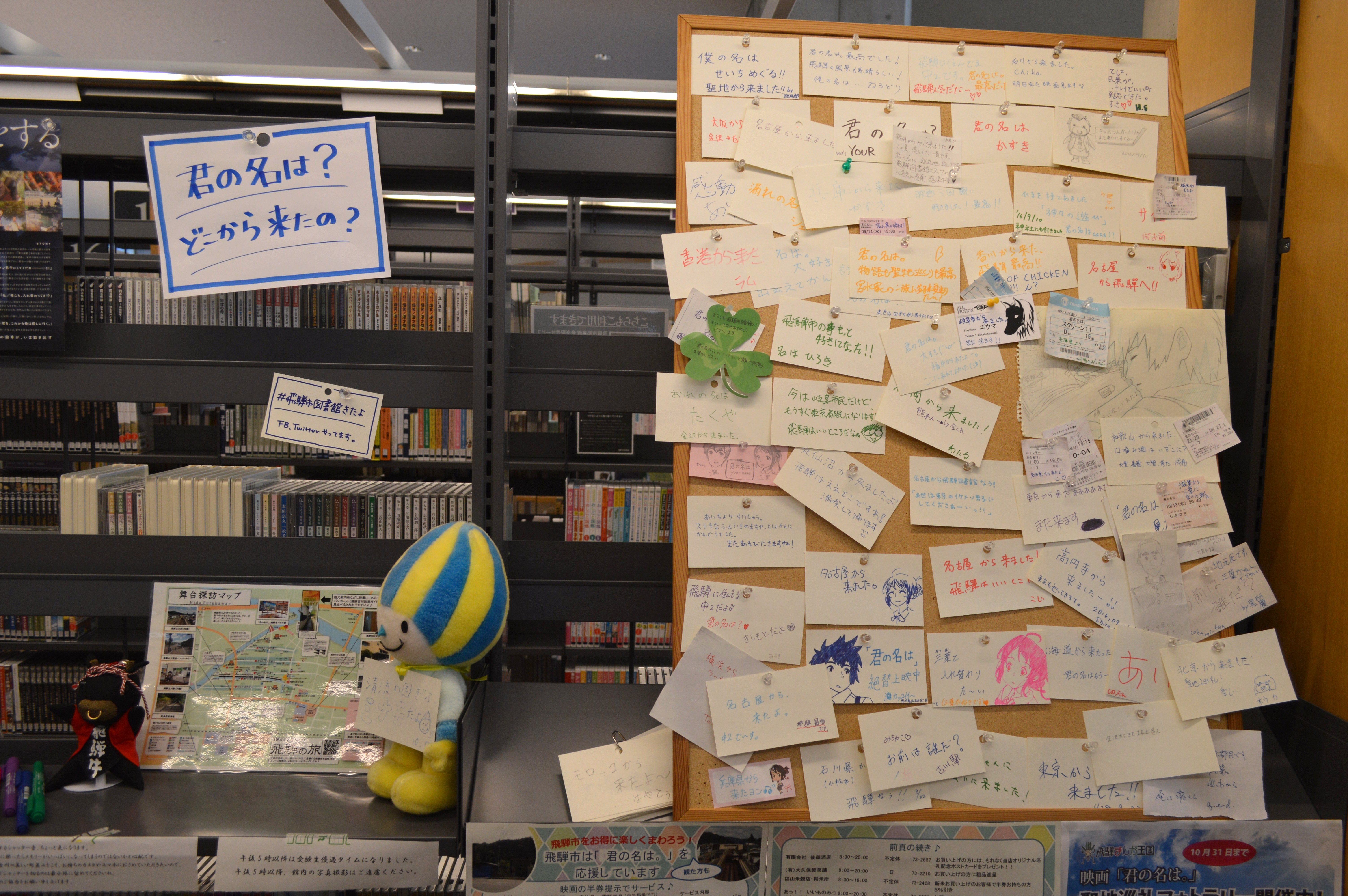
Sektion zum Film in der Stadtbibliothek
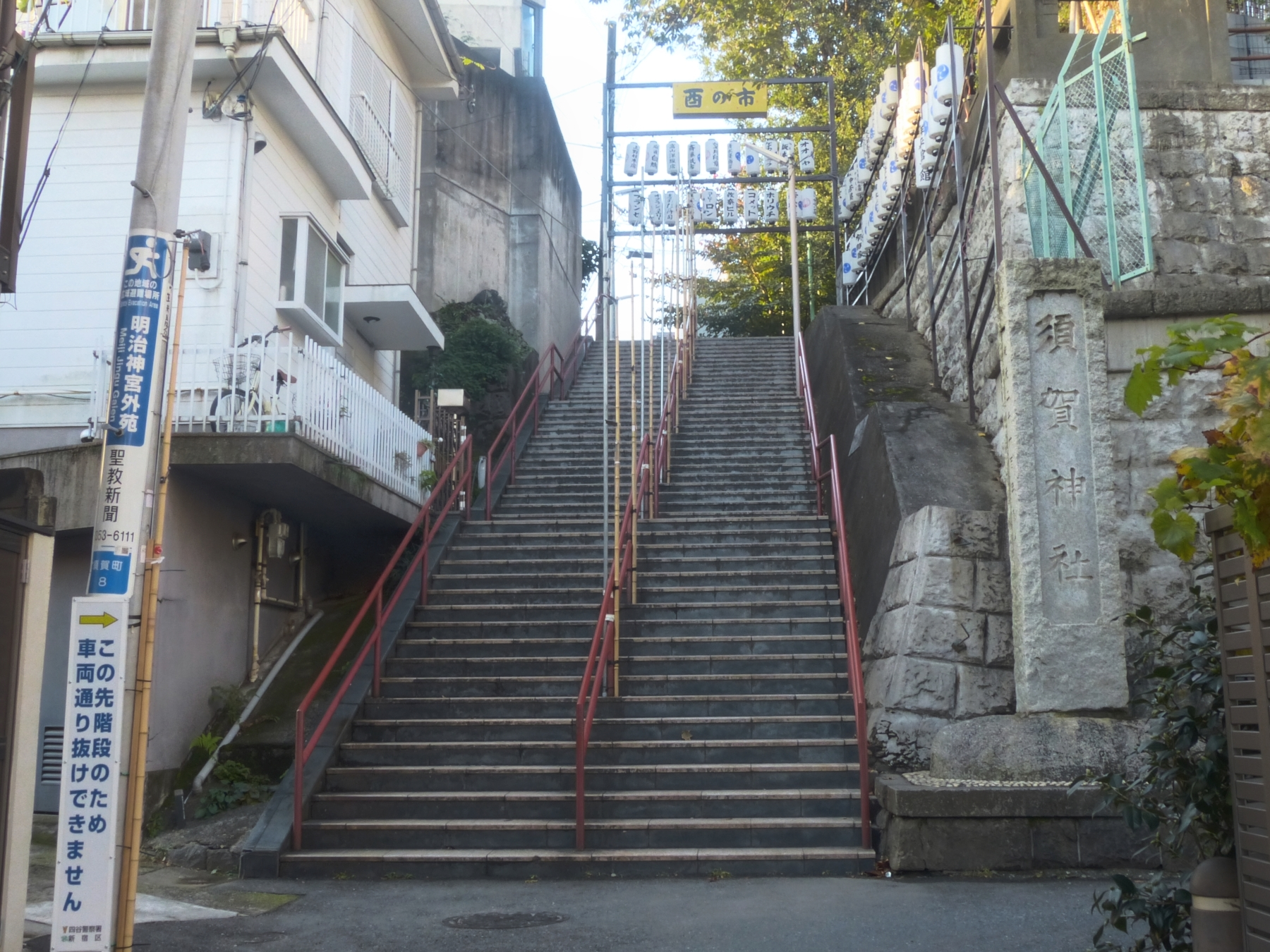
Treppen des Suga-Schreins, Shinjuku
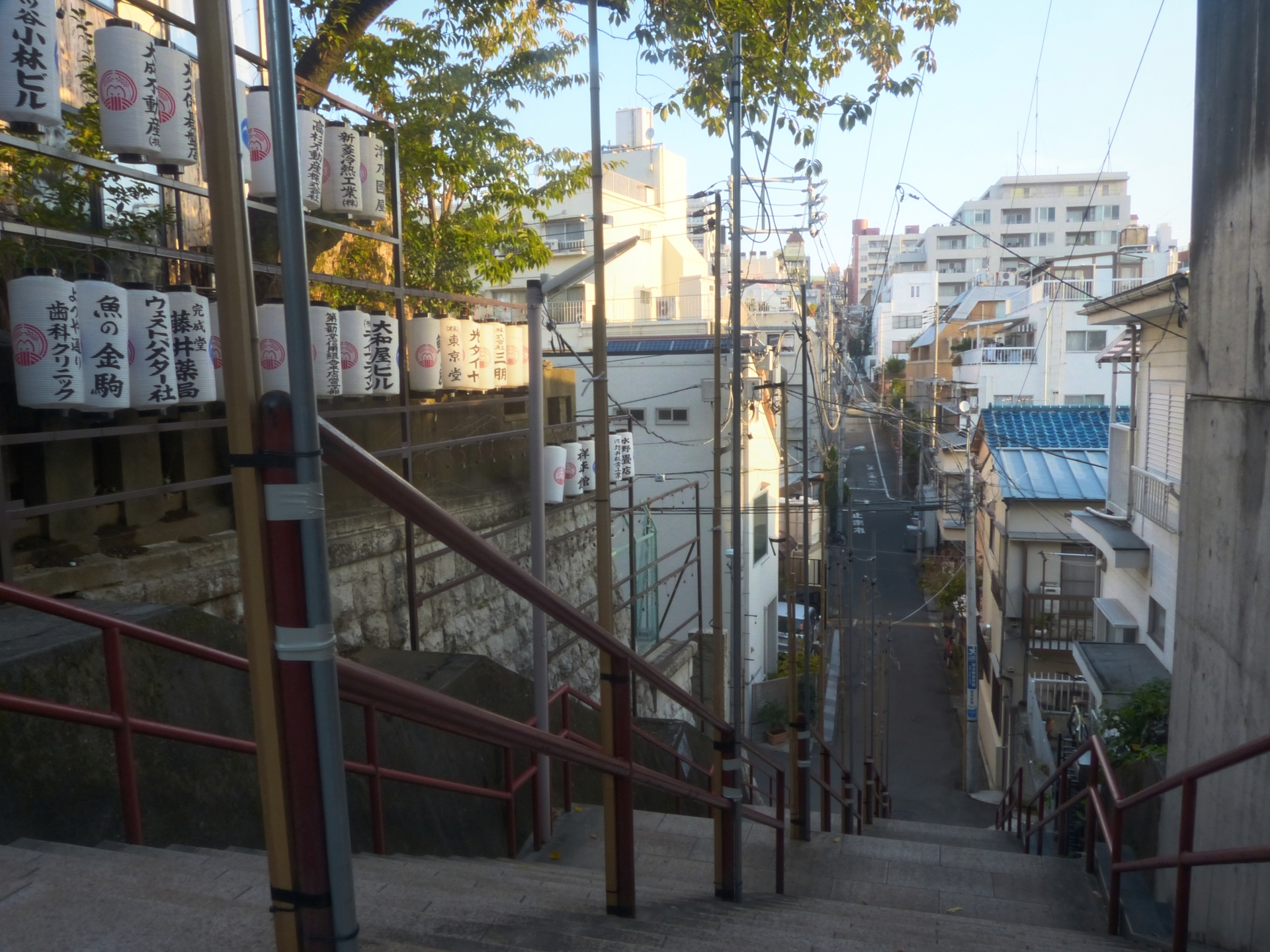
Treppen des Suga-Schreins, Shinjuku
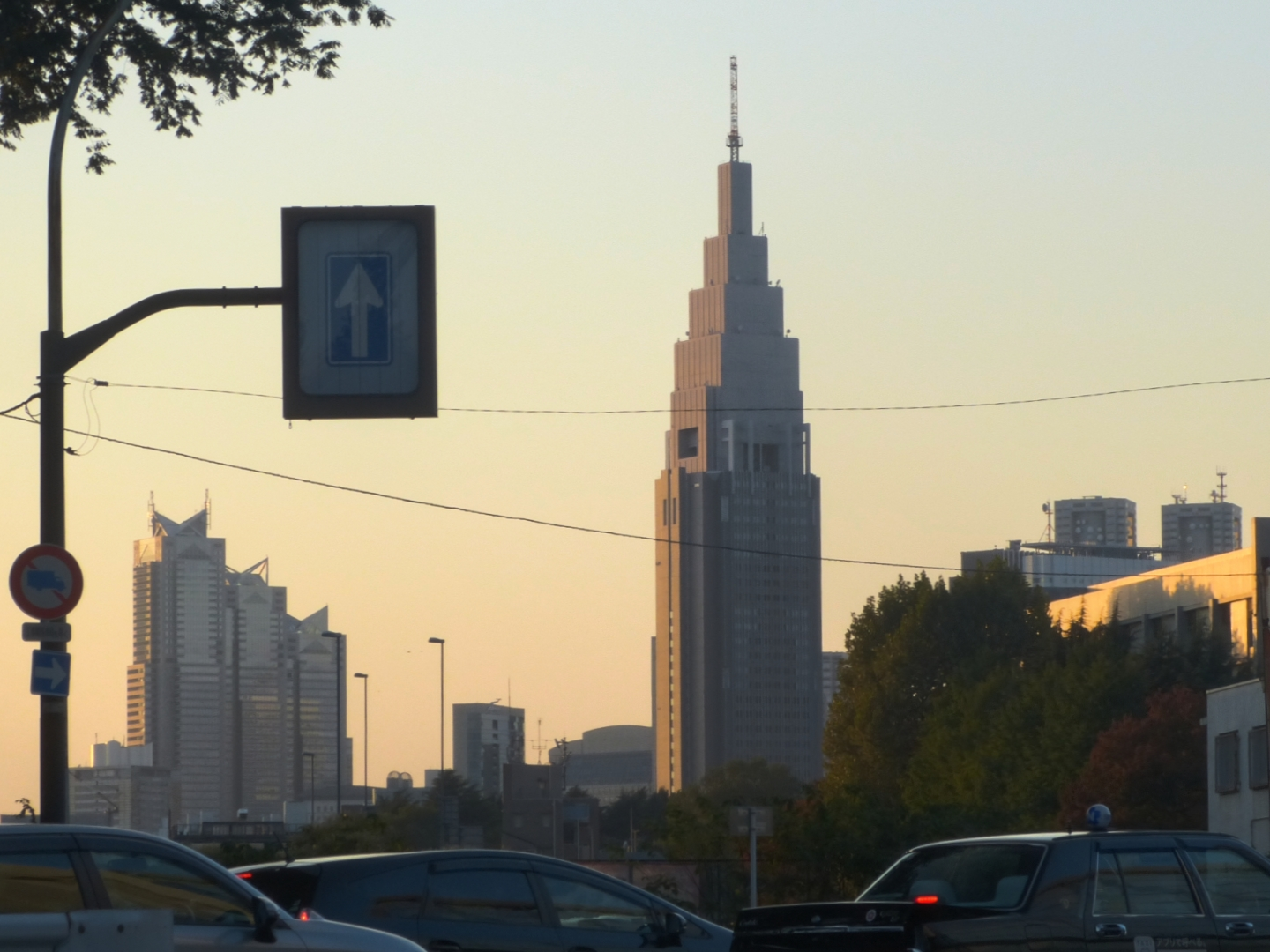
NTT Docomo Yoyogi Building, Shibuya
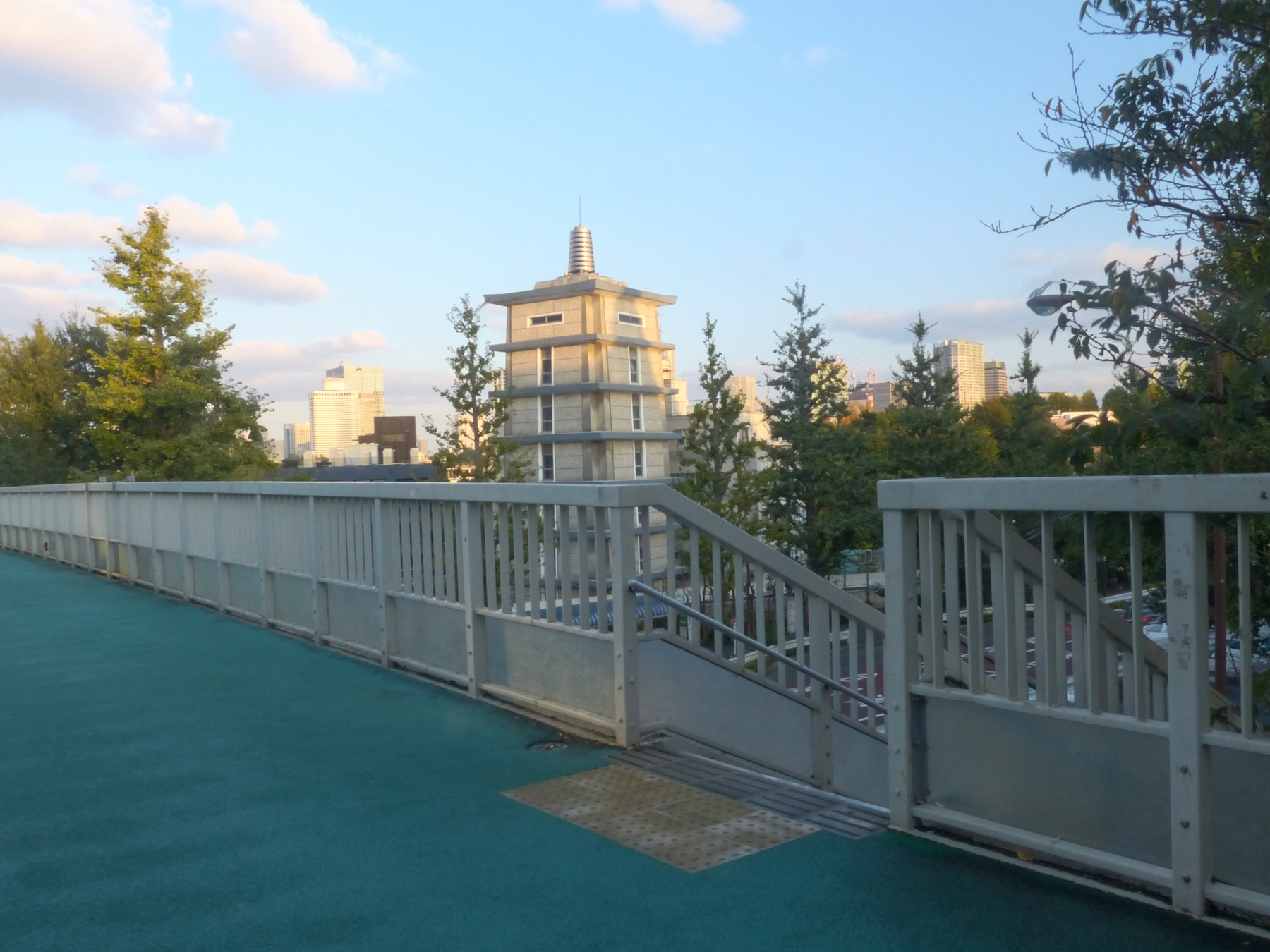
Shinanomachi-Fußgängerbrücke, Shinjuku

## Adaptionen

### Romane
Der Roman zum Film wurde begleitend zur Filmproduktion von Shinkai selbst verfasst. Er erschien bereits am 18. Juni 2016 (ISBN 978-4-04-102622-9) beim Imprint Kadokawa Bunko unter demselben Titel wie der Film, etwa zwei Wochen vor der Filmpremiere und über zwei Monate vor dem japanischen Kinostart. In Deutschland erschien der Roman bei Egmont Manga am 5. Oktober 2017. Der Roman erschien bloß als your name. – Roman im Handel; der deutsche Untertitel des Films wurde erst nach der Roman-Veröffentlichung von Universum Anime bekanntgegeben. Besucher der Connichi 2017 konnten schon vom 22. bis 24. September den Roman käuflich erwerben. Der Roman beschreibt die Filmhandlung aus der Sicht von Mitsuha und Taki.
Eine weitere gleichnamige Fassung wurde am 15. August 2016 (ISBN 978-4-04-631641-7) beim Kindertaschenbuch-Imprint Kadokawa Tsubasa Bunko verlegt. Dieser richtet sich an Kinder im Grundschulalter und bietet daher Lesehilfen (Furigana). Die Illustrationen stammen von Chīko.
Am 1. August 2016 erschien beim Light-Novel-Imprint Kadokawa Sneaker Bunko in Japan das Begleitwerk Kimi no Na wa. Another Side:Earthbound (君の名は。 Another Side：Earthbound; ISBN 978-4-04-104659-3). Darin wird aus der Sicht von Mitsuhas Freunden und Familie erzählt. Als Autor fungierte Arata Kanō, während das Cover von Masayoshi Tanaka und die Illustrationen von Hiyori Asahikawa gezeichnet wurden. Tanaka war bereits beim Film in mehreren Funktionen tätig, u. a. als Character Designer.
Eine deutsche Übersetzung der letzten beide Romane wurde nicht angekündigt.

### Manga
Am 23. August und 23. Dezember 2016, sowie am 22. April 2017 erschien die dreibändige Manga-Adaption in Japan. Als Autor war wieder Shinkai zuständig, die Zeichnungen entstammen Ranmaru Kotone. Egmont Manga veröffentlichte die Manga-Adaption am 5. Oktober 2017, 7. Dezember 2017 und Februar 2018 unter dem Titel your name. auf Deutsch. Der erste Mangaband war wie der Roman schon auf der Connichi 2017 vorab erhältlich.
Basierend auf Kanōs gleichnamiger Light Novel erscheint seit dem 25. Juli 2017 eine Manga-Adaption von Kimi no Na wa. Another Side:Earthbound in der Manga-App Cycomi (auch Cycomics genannt) mit Zeichnungen von Junya Nakamura. Die Kapitel werden in Japan auch gebündelt in Bänden herausgegeben; am 23. Februar 2018 erschien der erste Band. Der Manga ist am 4. April 2019 als your name. Another Side: Earthbound bei Egmont Manga auf Deutsch erschienen.

### Realverfilmung
Am 27. September 2017 wurde bekannt, dass J. J. Abrams die Rechte für eine Hollywood-Realfilmadaption bei Bad Robot Productions erworben hat. Das Drehbuch wird von Eric Heisserer geschrieben und der Film von Paramount Pictures vertrieben. Laut Heisserer wollen die japanischen Rechteinhaber eine westliche, amerikanische Erzählung des Stoffes, da sie von einer japanischen Verfilmung absahen. Heisserer wurde aus mindestens 20 Personen ausgesucht, die jeweils eine Idee für die Verfilmung vorgeschlagen haben.